# Noctepuna poiretiana
Noctepuna poiretiana är en snäckart som först beskrevs av Reeve 1852.  Noctepuna poiretiana ingår i släktet Noctepuna och familjen Camaenidae.

## Underarter
Arten delas in i följande underarter:
- N. p. poiretiana
- N. p. clenchi
- N. p. muensis